# John Kerr (fizyk)
John Kerr (ur. 17 grudnia 1824 w Ardrossan, North Ayrshire, zm. 18 sierpnia 1907 w Glasgow) – szkocki fizyk.

## Życiorys
W 1857 został nauczycielem matematyki w Glasgow. W 1875 odkrył zmiany współczynnika załamania, które są spowodowane przez stosowanie pola elektrycznego na różne materiały – elektrooptyczny efekt Kerra.
W 1876 odkrył skręcanie poziomu polaryzacji światła, które jest odbijane na ferromagnetycznych powierzchniach metali. Dziś nazywamy to jako magnetooptyczny efekt Kerra, ang. MOKE – magneto-optic Kerr effect.
Na podstawie elektrooptycznego efektu Kerra stworzył on komórkę Kerra.